# 高田市駅

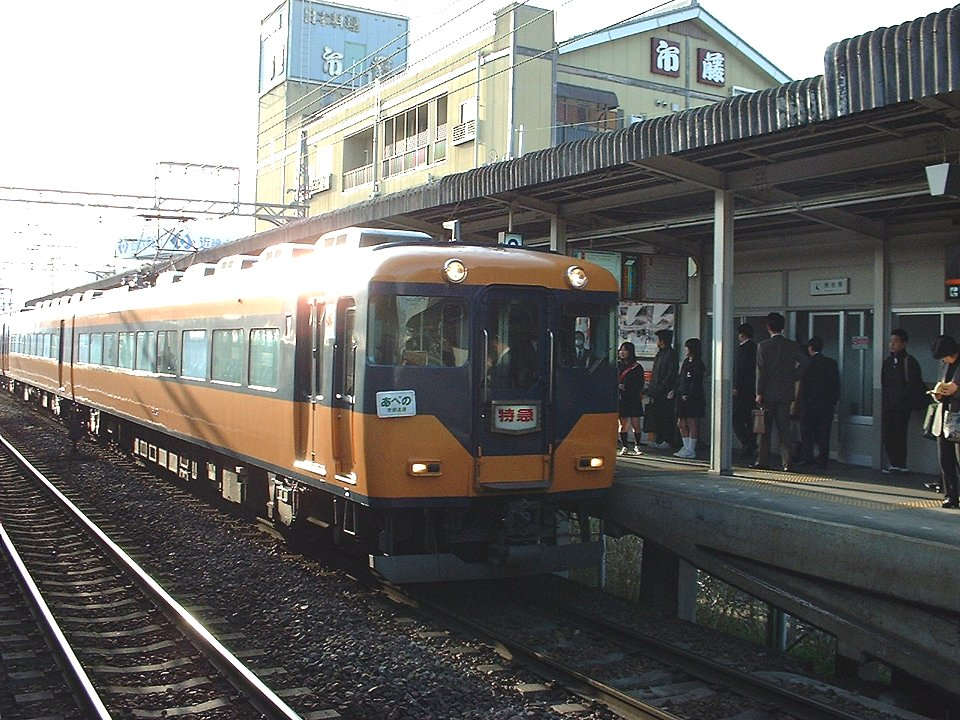
高田市駅へ進入する16000系特急（2004年3月）

高田市駅（たかだしえき）は、奈良県大和高田市片塩町にある、近畿日本鉄道（近鉄）南大阪線の駅。駅番号はF24。

## 歴史
- 1929年（昭和4年）3月29日：大阪鉄道の古市 - 久米寺（現在の橿原神宮前）間の開通と同時に、高田町駅として開業[1]。
- 1943年（昭和18年）2月1日：関西急行鉄道が大阪鉄道を合併[1]。関西急行鉄道天王寺線の駅となる。
- 1944年（昭和19年）6月1日：戦時統合により関西急行鉄道が南海鉄道（現在の南海電気鉄道の前身。後に再独立）と合併[1]。近畿日本鉄道南大阪線の駅となる。
- 1948年（昭和23年）1月1日：高田町が市制施行し大和高田市となる。同日高田市駅に改称[2]。
- 1951年（昭和26年）9月：盛土高架化。
- 1970年（昭和45年）3月21日：一部の特急が停車開始。
- 1980年（昭和55年）
  - 3月18日：全特急列車が停車するようになる。
  - 11月：新駅舎が完成、構内踏切撤去。
- 2007年（平成19年）4月1日：PiTaPa使用開始[3]。
- 2020年（令和2年）2月15日：接近・発車の案内放送が更新。

## 駅構造
相対式2面2線ホームを持つ高架駅。ホーム長は8両。改札口は地上にあり、北側の1ヶ所のみ。

### のりば
| のりば | 路線       | 方向 | 行先                 |
| ------ | ---------- | ---- | -------------------- |
| 1      | F 南大阪線 | 下り | 橿原神宮前・吉野方面 |
| 2      | F 南大阪線 | 上り | 大阪阿部野橋方面     |

## 特徴
ダイヤ面
- 特急を含めた全定期旅客列車が停車する[5]。

駅設備・営業面
- PiTaPa・ICOCA対応の自動改札機および自動精算機（回数券カードおよびICカードのチャージに対応）が設置されている。
- 特急券は駅窓口および専用の自動券売機にて購入可能で、定期券は駅窓口にて購入可能となっている[6]。

その他
- 1948年に高田町が市制を施行して「大和高田市」となった際、旧駅名の「高田町」から改称されたが、大和高田市内では既に近鉄大阪線に「大和高田駅」が所在するため、混同を避けるために「大和高田市駅」ではなく「高田市駅」に改称した。なお、地元では大和高田駅やJR高田駅と区別するため、「市駅」と呼ばれることもある。
- 昭和40年代までは阿部野橋駅発、高田市行き準急が存在し、昭和後期まで尺土駅方に引上げ線も存在した。

## 当駅乗降人員
近年における1日乗降人員の調査結果は以下の通り。大阪線大和高田駅の約半分である。
- 2023年11月7日：6,212人
- 2022年11月8日：6,253人
- 2021年11月9日：6,227人
- 2018年11月13日：7,407人
- 2015年11月10日：7,696人
- 2012年11月13日：7,619人
- 2010年11月9日：8,388人
- 2008年11月18日：8,927人
- 2005年11月8日：9,778人

## 利用状況
近年の1日平均乗車人員は以下の通りである。
| 年度               | 1日平均 乗車人員 |
| ------------------ | ---------------- |
| 1995年（平成7年）  | 8,443            |
| 1996年（平成8年）  | 8,113            |
| 1997年（平成9年）  | 7,291            |
| 1998年（平成10年） | 6,914            |
| 1999年（平成11年） | 6,399            |
| 2000年（平成12年） | 6,169            |
| 2001年（平成13年） | 5,929            |
| 2002年（平成14年） | 5,573            |
| 2003年（平成15年） | 5,358            |
| 2004年（平成16年） | 5,147            |
| 2005年（平成17年） | 5,072            |
| 2006年（平成18年） | 5,028            |
| 2007年（平成19年） | 4,930            |
| 2008年（平成20年） | 4,820            |
| 2009年（平成21年） | 4,570            |
| 2010年（平成22年） | 4,435            |
| 2011年（平成23年） | 4,217            |
| 2012年（平成24年） | 4,111            |
| 2013年（平成25年） | 4,184            |
| 2014年（平成26年） | 4,062            |
| 2015年（平成27年） | 4,088            |
| 2016年（平成28年） | 4,022            |
| 2017年（平成29年） | 3,978            |
| 2018年（平成30年） | 3,915            |
| 2019年（令和元年） | 3,878            |

## 駅周辺
- 石園座多久虫玉神社
- 近商ストア大和高田店（高田サティ跡地）
- 明光義塾大和高田教室
- 片塩商店街
- 高田警察署片塩交番
- 大和高田片塩郵便局
- NTT片塩ビル（旧大和高田支店）
- 大和高田市立病院
- 大和高田さざんかホール（大和高田文化会館）
- 市民交流センター コスモスプラザ
  - 行政サービスコーナー
- 奈良県立高田高等学校
- 国道166号（旧国道24号）
- 奈良県道5号大和高田斑鳩線
- 南都銀行高田支店
- 紀陽銀行高田支店
- みずほ証券高田支店
- 岩井コスモ証券高田支店

### バス路線
奈良交通
- 北向乗り場（国道166号線　橿原市方面向車線側）
  - [13]竹取公園東行（近鉄大和高田駅経由）
  - [60][62][63][70][76]近鉄大和高田駅行
  - [161]大和八木駅行（イオンモール橿原北、医大病院前経由）
  - [特急302]大和八木駅行（イオンモール橿原北、医大病院前経由）＜終点まで各停＞
  - 夜行高速バスやまと号（五條⇔新宿線）新宿・京王プラザホテル行（関東バスとの共同運行）
  - 大和高田市コミュニティバスきぼう号
- 南向乗り場（国道166号線　葛城市、御所市、五條市方面向車線側）
  - [62]忍海行
  - [61]忍海行（奈良文化高校経由）
  - [8][63]奈良文化高校行（奈良文化高校休校日運休）
  - [13]イオンモール橿原行（東中 大和高田バイパス経由）
  - [60]五條バスセンター行（近鉄御所駅経由）
  - [66]五條バスセンター行（近鉄御所駅、テクノ中央通り東経由）
  - [70]五條バスセンター行（近鉄御所駅経由）
  - [特急301]新宮駅行（忍海、近鉄御所駅、かもきみの湯、五條バスセンター、十津川温泉、湯の峰温泉経由）
  - 関西国際空港行リムジンバス（関西空港交通、南海バスとの共同運行）
  - 大和高田市コミュニティバスきぼう号

## 隣の駅
近畿日本鉄道
F 南大阪線
- □特急停車駅

■急行
尺土駅 (D23) - 高田市駅 (D24) - 橿原神宮前駅 (D42)
■区間急行・■準急・■普通
尺土駅 (D23) - 高田市駅 (D24) - 浮孔駅 (D25)